# Basutacris
Basutacris is een geslacht van rechtvleugeligen uit de familie Lentulidae. De wetenschappelijke naam van dit geslacht is voor het eerst geldig gepubliceerd in 1953 door Dirsh.

## Soorten
Het geslacht Basutacris omvat de volgende soorten:
- Basutacris inflatifrons Brown, 1962
- Basutacris minuta Brown, 1962
- Basutacris natalensis Dirsh, 1956
- Basutacris scotti Dirsh, 1953